# Lysandra addenda
Lysandra addenda är en fjärilsart som beskrevs av Tutt 1909. Lysandra addenda ingår i släktet Lysandra och familjen juvelvingar. Inga underarter finns listade i Catalogue of Life.